# Hemipristis elongata
Hemipristis elongata es una especie de elasmobranquio carcarriniforme de la familia Hemigaleidae.